# Thore Goes Metal
Thore Goes Metal är ett album utgivet den 6 juni 2008 av Thore Skogman (efter hans död). Det är en ommastrad och nysläppt version av albumet "Hård-Rock med Thore Skogman" från 1997.

## Låtförteckning
1. "Tiotusen röda rosor" (Thore Skogman) - 3:00
2. "Bergsprängartango" (Thore Skogman) - 2:37
3. "Fröken Fräken" (Thore Skogman) - 3:05
4. "Du e en riktig klippare du" (Thore Skogman) - 2:36
5. "Dalarock (Sommarkväll i Dalom, Dalatwist) (K. I. Petterson/Thore Skogman) - 2:59
6. "Popp opp i topp" (Thore Skogman) - 2:34
7. "Penninggaloppen" (Vidar Sandbeck/Olrog Norlén) - 3:07
8. "Än är det drag" (Thore Skogman) - 2:07
9. "De va tider det" (Thore Skogman) - 3:07
10. "Storfiskarrocken (Storfiskarvalsen)" (Thore Skogman) - 2:54
11. "När rocken kom till byn" (Thore Skogman) - 2:53
12. "Jämtgubben" (Thore Skogman) - 3:28

## Musiker
- Thore Skogman - sång
- Ian Haugland - trummor på spår 1-6 samt 8-11
- John Levén - bas
- Mic Michaeli - klaviatur, orgel och piano
- Jonny Mellis Reinholm - gitarr, sologitarr
- Ann-Jeanette Haugen - körsång och munspel
- Jan Johansen - körsång
- Ulrik Seppänen - gitarr, sologitarr
- Tomas Broman - trummor på spår 7
- Zia Lindberg - körsång samt sång på spår 6
- Johan Längqvist - Saxofon & Sax (verktyget)
- Fredrik Ljunge - gitarr på spår 5
- Carola Hjelm - körsång på spår 6
- Stefan Karlsson - gitarr

## Produktion
- Inspelad i "Music Online Studios" Orminge.
- Inspelningstekniker: Jonny Mellis Reinholm.
- Producent: Magnus "TANK" Ljungqvist.
- Projektledare: Ludde Lindström.